# فلمین نیلسن
فلمین نیلسن (دانمارکی: Flemming Nielsen; ۲۴ فوریهٔ ۱۹۳۴ – ۱۶ نوامبر ۲۰۱۸) بازیکن فوتبال اهل دانمارک بود.
از باشگاه‌هایی که در آن بازی کرده‌است می‌توان به باشگاه فوتبال آتالانتا و باشگاه فوتبال کپنهاگن اشاره کرد.